# Zinkensdamm (Stockholms tunnelbana)
Zinkensdamm ist eine unterirdische Station der Stockholmer U-Bahn. Sie befindet sich im Stadtteil Södermalm. Die Station wird von der Röda linjen des Stockholmer U-Bahn-Systems bedient. Sie gehört zu den eher mäßigfrequentierten Stationen des U-Bahn-Netzes. An einem normalen Werktag steigen 7.450 Pendler hier zu.
Die Station wurde am 5. April 1964 in Betrieb genommen, als der erste Abschnitt der Röda linjen zwischen T-Centralen und Fruängen bzw. Örnsberg eingeweiht wurde. Der Bahnhof wurde in offener Bauweise errichtet, die Bahnsteige befinden sich ca. 19 Meter unter der Erde. Die Station liegt zwischen den Stationen Hornstull und Mariatorget. Bis zum Stockholmer Hauptbahnhof sind es etwa 2,5 km.
In der Nähe des Bahnhofs befindet sich das Sportstadion Zinkensdamms idrottsplats.